# هنتر ماكنزي أوستين
هنتر ماكنزي أوستين (بالإنجليزية: Hunter MacKenzie Austin)‏ هي صحفية وممثلة أمريكية، ولدت في 22 مارس 1966 في سان دييغو في الولايات المتحدة.

## وصلات خارجية
- هنتر ماكنزي أوستين على موقع IMDb (الإنجليزية)
- هنتر ماكنزي أوستين على موقع ANN person (الإنجليزية)